# Riu Chicago

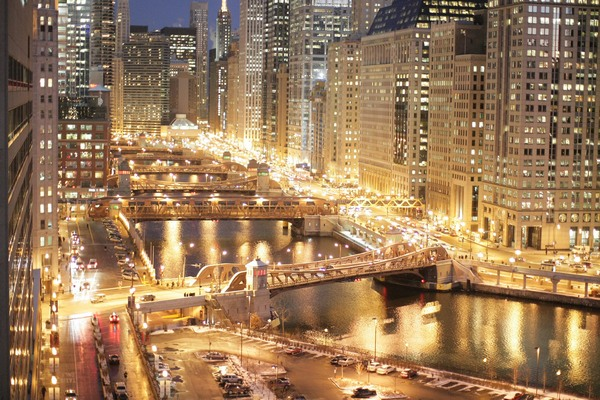
Riu Chicago el 2008

Mapa del riu Chicago

El Riu Chicago és un sistema de rius i canals que té una longitud combinada de 251 km, neix al Llac Michigan i té un cabal d'uns 16,5 m³/s. Discorre per la ciutat de Chicago, incloent el seu centre (el Chicago Loop). Encara que el riu no és especialment llarg és la raó per la qual Chicago va passar a ser una localitat important dins del pas dels Grans Llacs a la Vall del Mississipi. Al segle xix, per enginyeria, es va canviar el curs del riu perquè es dirigís cap al Riu Mississipi fora del Llac Michigan on abans desembocava. Això es va fer per raons sanitàries.
Aquest riu figura en la bandera de Chicago simbolitzat per dues faixes blaves horitzontals.

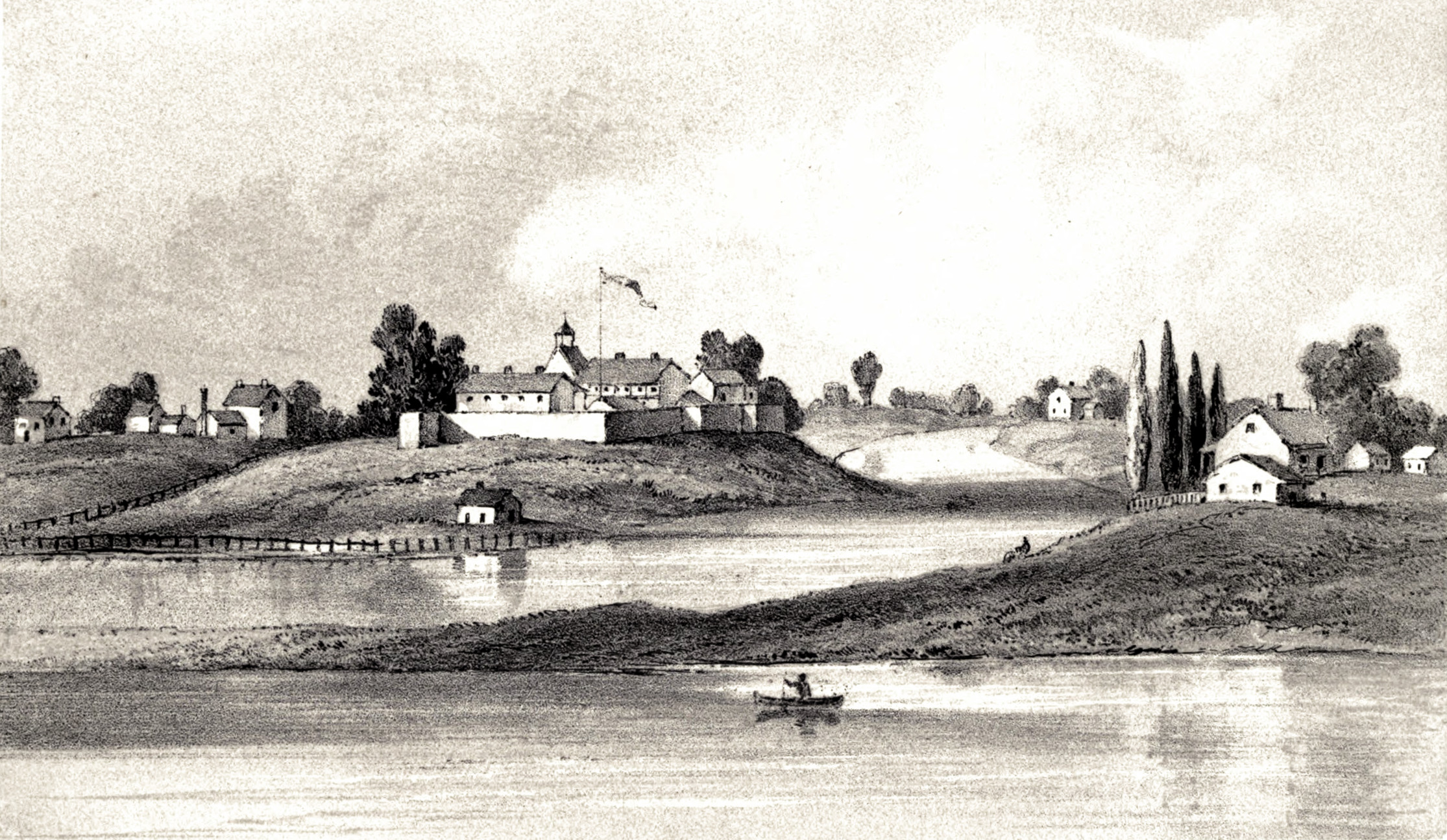
Prop de la desembocadura del riu Chicago River el 1831

Louis Jolliet i Jacques Marquette, encara que no van ser probablement els primers europeus a visitar la zona, són els primers que es coneix que van visitar el riu Chicago el 1673.